# Кулакова, Олеся
Олеся Кулакова (до замужества — Скворцова) (нем. Olessya Kulakova, род. 31 января 1977, Алма-Ата) — казахстанская и немецкая волейболистка, центральная блокирующая. Участница летних Олимпийских игр 2004 года, бронзовый призёр чемпионата Европы 2003 года.

## Биография
Олеся Кулакова родилась 31 января 1977 года в Алма-Ате (сейчас в Казахстане).

### Клубная карьера
Начала играть в волейбол в Казахстане в составе алма-атинского АДК, а в 1995 году переехала в Москву и выступала за команду «Россы». В 1997 году перешла в немецкий «Шверинер», в составе которого четырежды выигрывала чемпионат Германии (1998, 2000—2002) и один раз — Кубок Германии (2001). В 1999—2002 годах регулярно входила в число лучших волейболисток чемпионата по игре как на блоке, так и в атаке.
В 2002—2004 годах выступала за французский «Расинг» из Канн, дважды в его составе выиграв чемпионат и Кубок страны (2003—2004) и став в 2003 году победительницей Лиги чемпионов.
В 2004 году вернулась в «Шверинер», но уже в 2005-м переехала в Италию, где защищала цвета «Асистела» из Новары (2005) и «Падуи» (2006). В 2006—2008 годах снова играла в «Шверинере», в 2009—2012 годах — в швейцарском «Волеро».

### Международная карьера
Первоначально выступала за женскую сборную Казахстана, проведя в её составе 20 матчей. 
В 2001 году получила гражданство Германии. В 2003 году в её составе завоевала бронзовую медаль чемпионата Европы в Турции.
В 2004 году вошла в состав женской сборной Германии по волейболу на летних Олимпийских играх в Афинах, поделившей 9-10-е места. Провела 5 матчей, набрала 39 очков (15 в матче с Кубой, 8 — с Доминиканской Республикой, 7 — с США, 6 — с Россией, 3 — с Китаем).
В течение карьеры провела за сборную Германии 177 матчей.